# 德贝

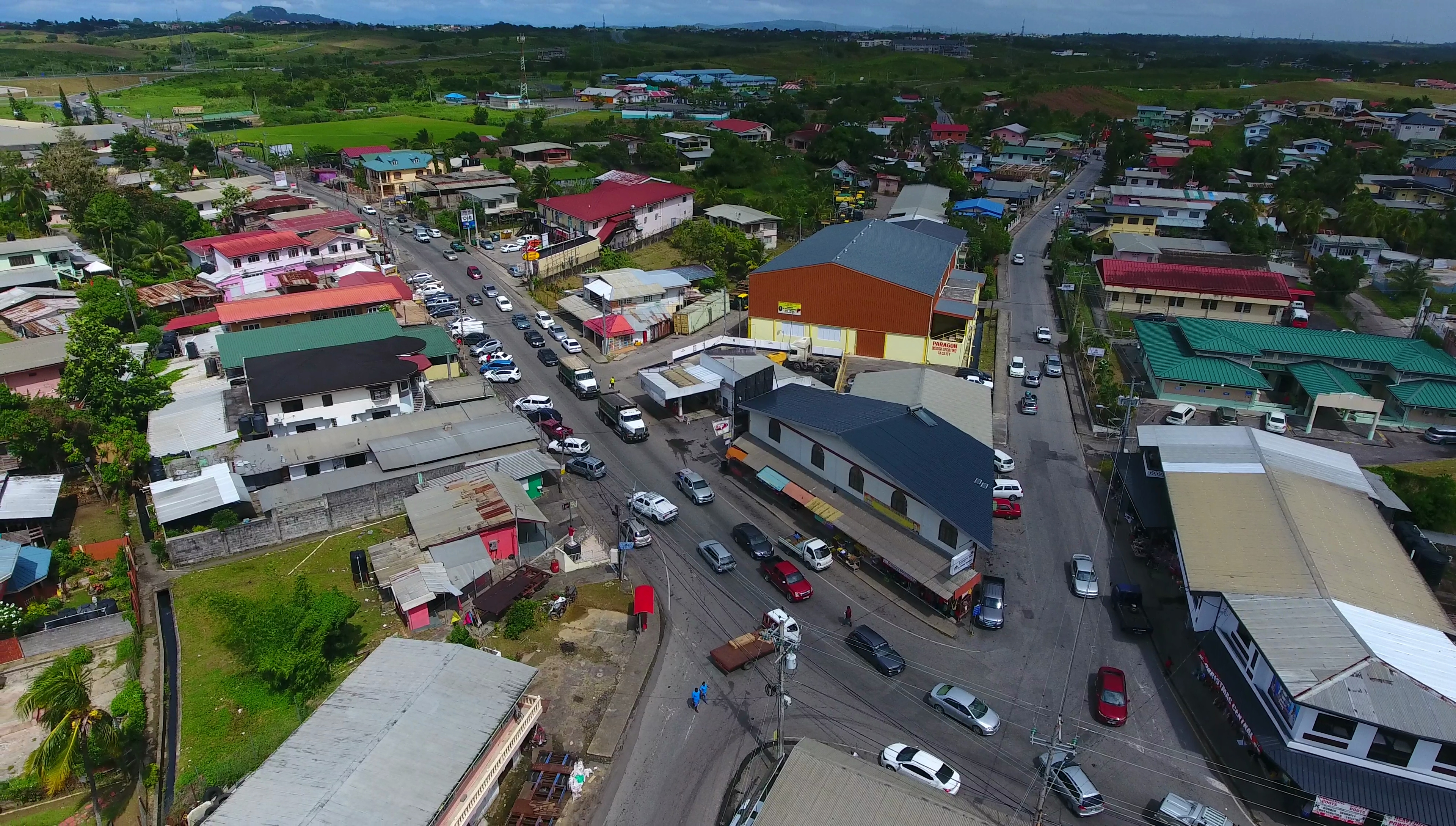

德贝（英語：Debe）是加勒比海岛国特立尼达和多巴哥特立尼达岛南部的一座城镇，行政上由皮纳尔-德贝地区管辖，位于圣费尔南多和皮纳尔之间，2016年人口7,200人。
10°12′N 61°24′W / 10.2°N 61.4°W